# Зеравшанский хребет
Зеравша́нский хребе́т (тадж. Қаторкӯҳи Зарафшон, узб. Zarafshon tizmasi, Зарафшон тизмаси) — горный хребет Гиссаро-Алая, к югу от реки Зеравшан (Узбекистан и Таджикистан).
Хребет протягивается в широтном направлении на 370 км. Средняя высота составляет 4110 м, высшая точка — гора Чимтарга (5489 м). На северном склоне многочисленные поперечные долины левых притоков Зеравшана, южный склон расчленён слабо. На востоке (до реки Фандарья) — высокогорный рельеф, на западе — среднегорье с карстовыми формами рельефа. На склонах — редколесье (преимущественно из арчи), горные степи и альпийские луга. Имеется около 560 ледников общей площадью 270 км².
В 2003 году в Кашкадарьинской области Узбекистана на южном подножье Зеравфшанского хребта (севернее Гиссарского хребта) в пещере Ангиляк (Anghilak cave), расположенной северо-западнее Тешик-Таша, были обнаружены мустьерские орудия и пятая плюсневая кость человека, размеры которой находятся в размахе вариаций от неандертальца до анатомически современного человека. Возраст слоя IV с палеоантропологической находкой, по данным радиоуглеродного анализа, — 38—44 тыс. лет.